# Seznam etiopskih politikov
Seznam etiopskih politikov.

## A
- Atnafu Abate (አጥናፉ አባተ)
- Abiy Ahmed Ali (ዐቢይ አህመድ አ)
- Yekuno Amlak
- Abebe Aragai
- Andualem Aragie
- Andargachew Assegid
- Lidetu Ayalew

## B
- Tafari Benti (ተፈሪ በንቲ)

## D
- Desta Damtev
- Hailemariam Desalegn Boshe (ኃይለማሪያም ደሳለኝ ቦሼ)
- Haile Mariam Desalegne
- Aida Desta
- Habte Giyorgis Dinagde
- Tesfaye Dinka

## E
- Makonnen Endelkachew

## F
- Haile Fida

## G
- Debretsion Gebremichael
- Tedros Adhanom Ghebreyesus
- Negaso Gidada Solon (ነጋሶ ጊዳዳ)
- Tekle Giyorgis II.
- Merera Gudina

## H
- Aklilu Habte-Wold /Tsehafi Taezaz Aklilu Habte-Wold (ፀሐፌ ትዕዛዝ; "Minister of the Pen" )
- Haile Selassie I. ቀዳማዊ ኃይለ ሥላሴ (Ras Tafari Makonnen)

## I
- Dawud Ibsa Ayana
- Lij Mikael Imru
- Ras Imru
- Iyasu  V

## K
- Chane Kebede
- Tesfaje Gebre Kidan

## L
- Tamirat Layne

## M
- Endelkačev (Endelkacaw) Makonen
- Mengistu Hajle Marjam (1937 -) መንግስቱ ኃይለ ማርያም
- Lemma Megersa
- Demeke Mekonnen Hassen
- Menelik II.
- Fikre Merid
- Jawar Mohammed

## N
- Berhanu Nega
- Mengistu Neway
- Germame Neway

## R
- Ras Imru (1892 - 1980)

## S
- blatengeta Heruj Velde Selasije (1878 - 1938)
- Taye Atske Selassie Amde
- Mengesha Seyoum (1927 -)
- Stefanos Mengesha Seyoum

## T
- Tekle Havariat Tekle Marjam (1881 - 194?)
- Mulatu Teshome Wirtu ሙላቱ ተሾመ ውርቱ;
- Tewodros II.
- Etege T'aytu Bet'ul
- Andargachew Tsige

## U
- Takele Uma Banti

## V
- Girma Voldegiorgis

## Y
- Kenea Yadeta
- Hailu Yimenu
- Yohannes IV.

## W
- Kifle Wodajo
- Girma Wolde-Giorgis (ግርማ ወልደ ጊዮርጊስ)
- Betwoded Wolde Tzaddick
- Wolde Giyorgis Wolde Yohannes
- Asfa Wossen

## Z
- Zavditu
- Meles Zenavi (መለስ ዜናዊ አስረስ)
- Sahle-Work Zewde ሣህለወርቅ ዘውዴ;
- Alem Zewde Tessema